# Sidi Alamine Ag Doho
Pour les articles homonymes, voir Doho.
Sidi Alamine Ag Doho est un écrivain malien et directeur de l’école de Tarkint, au nord de Gao. 

## Biographie
Au début des années 1990, il est opérateur de saisie à La Sahélienne, maison d'édition malienne fondée par Ismaïla Samba Traoré. Il profite de ce répit pour écrire le récit de ses années d’errance, paru en 2010 dans La Dune verte sous le titre Touareg. 1973-1997 : vingt-cinq ans d’errance et de déchirement.
En octobre 2011 parait, toujours aux Éditions La Sahélienne et coédité par les éditions l'Harmattan, Chagrin nomade.

## Œuvres
- Touareg. 1973-1997 : vingt-cinq ans d’errance et de déchirement (La Sahélienne/L'Harmattan, 2009)
- Chagrin nomade (La Sahélienne/L'Harmattan, 2011)